# 石州銀

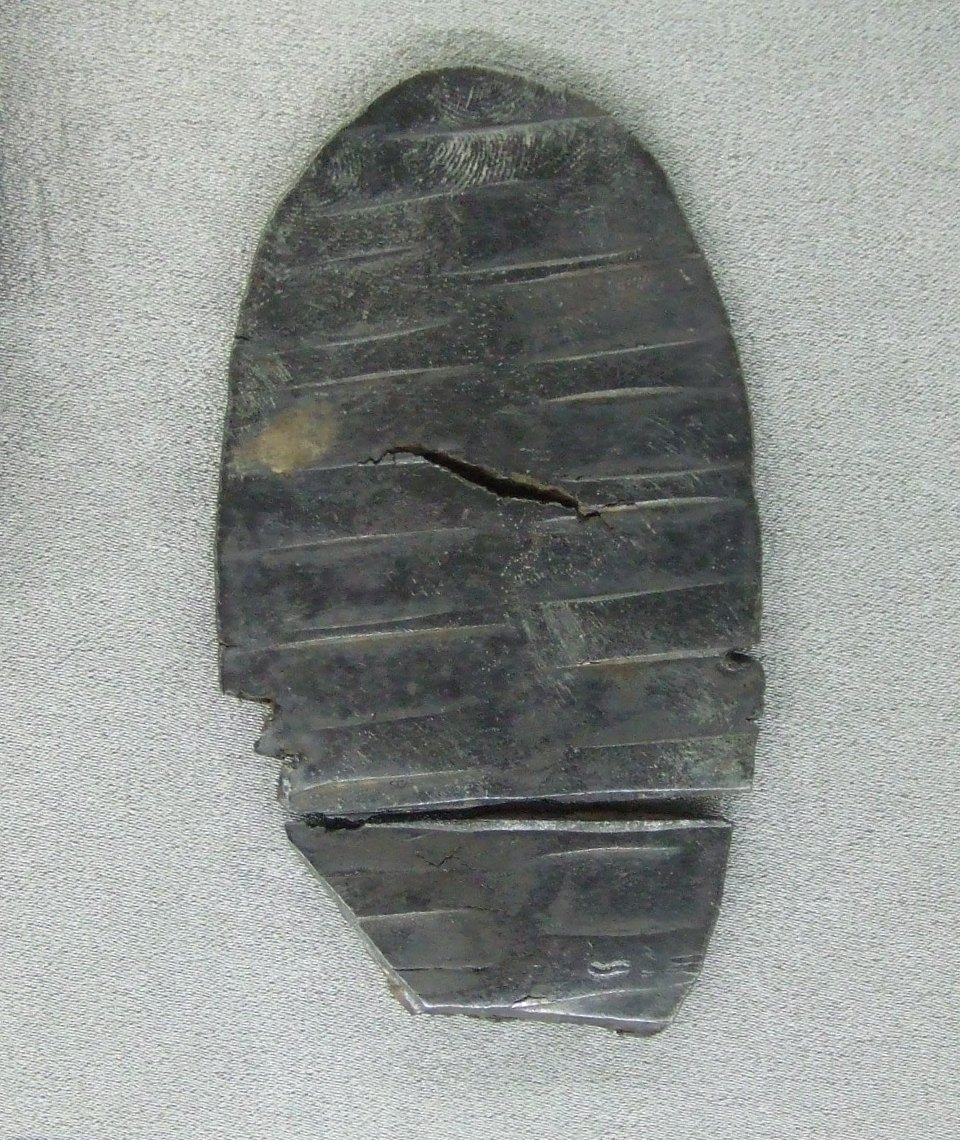
石州銀 造幣博物館 切遣い跡有

石州銀（せきしゅうぎん）は、16世紀後半に石見銀山で産出した銀で造られた丁銀である。毛利氏の領国貨幣とされる。石見国、石見銀山の産銀が主であるが、周防国、一之坂銀山を示す「天又一」極印の打たれた丁銀も存在する。石州丁銀（せきしゅうちょうぎん）あるいは萩丁銀（はぎちょうぎん）、萩古丁銀（はぎこちょうぎん）、萩判銀（はぎばんぎん）とも呼ばれる。

## 概要
平たい長楕円形状の丁銀であり、灰吹銀を鏨で打ち延ばしただけの素朴な造りである。金は薄く打ち延ばされ譲葉金として大判の原型となったのに対し、薄く打ち延ばすのが困難である銀は丁銀の形となり、表面に細かいひび割れが見られる。大小様々で形状や鏨目も一定ではない。文字の極印はないが、やがてより薄手の譲葉丁銀が造られ、「御取納」、「御公用」などの文字極印が打たれたものも出現し、江戸時代の丁銀の原型となった。
この当時の銀は江戸時代初期に至るまで秤量貨幣として切遣いされるのが一般的で、しばしば切銀も見られる。丁銀の製造および切断は銀屋（かなや）と呼ばれる銀の精錬、買入れおよび両替を行う両替商で行われ、後の銀座の前身となる。
江戸時代に周防国熊毛郡小周防村（山口県光市）で発見され、現在毛利博物館に所蔵されている完全品15点および切銀29点がある。このうち一点の裏面に「卅貮文目 元亀元年五月十日」（32匁、119グラム、1570年6月13日）の墨書が見える。1974年には山口県阿東町から出土している。

## 略史
天文2年（1533年）、日本にもたらされた灰吹法の導入により、石見銀山の産銀が増大する。これに伴い1538年頃より多額に上る日本産銀の輸出が始まり、日本産銀を求めて中国のジャンク船やポルトガル船などが薩摩、博多や長崎など九州各地に常に数十隻も寄港することになる。永禄10年（1567年）東大寺の大仏殿が焼け落ち、その修復に当り石見銀山の産銀の貢納が重視された。元亀年間より、貢納を従来の米銭に代えて銀で納めた記録が見られるようになる。産銀の増大に伴い銀価格は下落し、16世紀初頭までは銀10両（銀一枚、43匁、160グラム）が銭5-6貫文で推移していたが、永禄12年（1569年）の織田信長による精銭追加条々においては銀子10両を善銭2貫文に当てると定められるに至った。一方、中国においては銀錠が大口取引に利用されるなど銀本位制を整えつつあり、高い銀需要による銀高金安の状態であったため、安価な日本産銀を中国に輸出することはポルトガル人にとって多大な利益を得るものであった。
当時、佐摩銀山と呼ばれた石見銀山の産銀はソーマ(Somo, Soma)と呼ばれ良質の銀の代名詞となった。寛文9年（1669年）の銀座の記録である『諸国灰吹銀位附帳』には石見の上灰吹は「百目に付此銅二十二匁丁銀合百二十二匁」とあり『官中秘策』の記述も同様で、これは80%の慶長銀に吹き立てる仕様書であるから灰吹銀の品位は97.6%と計算される。通常の石州銀は槌目のある無銘の銀判であるが、銀山から毛利氏への運上、あるいは毛利氏から朝廷への上納、室町幕府への貢納は何れも御公用と呼ばれ、「御公用」の極印の打たれた丁銀も現存する。また「石州銀文禄二卯月日」（1593年）の極印が打たれた文禄石州丁銀が現存し、これは朝鮮の役の軍用に貢納されたものとされる。
慶長5年（1600年）に石見銀山は徳川家康に召上げられ天領とされ、翌6年（1601年）には慶長の幣制が敷かれるが、慶長銀が日本全国に充分行渡った訳ではなく依然領国貨幣の流通する時代が続いた。毛利氏の長州藩領内に於いても周防一之坂銀山で丁銀が鋳造され、「天又一」、「山口天又」の極印が打たれたものがこれであるとされる。慶長から元和年間にかけて山口に灰吹座があり、萩で丁銀の極めを行っていたとする記録が残る。石州銀の流通は寛文、元禄年間辺りまで続いた。